# Nothomiza dentisignata
Nothomiza dentisignata är en fjärilsart som beskrevs av Moore 1867. Nothomiza dentisignata ingår i släktet Nothomiza och familjen mätare. Inga underarter finns listade i Catalogue of Life.